# День памяти жертв политических репрессий
День па́мяти жертв полити́ческих репре́ссий (День политзаключённого) — памятный день, в который проходят траурные акции и памятные мероприятия (митинги, возложения венков и цветов к памятникам репрессированным, «уроки памяти» в учебных заведениях и прочее), посвящённые памяти людей, погибших и пострадавших в ходе политических репрессий.
В России день политических репрессий отмечается ежегодно 30 октября, в Украине — в третье воскресенье мая, а в Казахстане — 31 мая. Эти даты выбраны чтобы почтить память жертв массовых репрессий и привлечь внимание к исторической значимости таких событий. В некоторых российских учебных заведениях в этот день проводятся «уроки памяти», на которые приглашаются свидетели этих трагических событий из числа реабилитированных и пострадавших от политических репрессий, но с 2021 года официально не проводились (по состоянию на 2023 год).

## История дня памяти, 1974—1991
30 октября 1974 года по инициативе диссидентов Кронида Любарского, Алексея Мурженко и других узников мордовских и пермских лагерей был впервые отмечен «День политзаключённого» совместной голодовкой и выдвижением ряда требований (см. «ХТС», номер 33 от 10 декабря 1974).
В тот же день Сергей Ковалёв собрал в квартире А. Д. Сахарова в Москве пресс-конференцию, на которой было объявлено о проходящей акции, показаны документы из лагерей, прозвучали заявления московских диссидентов и продемонстрирован свежий 32-й выпуск правозащитного бюллетеня «Хроника текущих событий» («ХТС», подпольное издание, выходившее в 1968—1982 годах). Однако подробности о совместной акции заключённых поступали медленно из лагерей и в 33-м номере «ХТС» от 10 декабря 1974 года редакторы признали, что ещё не все знают про события. Через несколько месяцев организация этой пресс-конференции стала одним из пунктов обвинения в адрес уже самого Ковалёва.

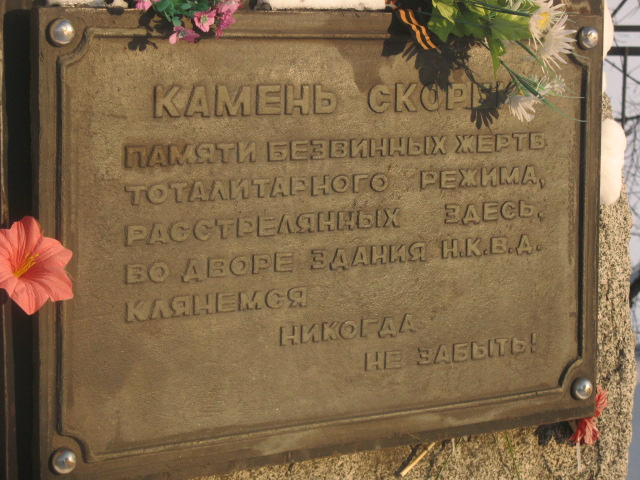
Табличка на памятнике жертвам тоталитарного режима в г. Бийске, установлена в октябре 1990 года

После этого ежегодно 30 октября проходили голодовки политзаключённых, а с 1987 года — демонстрации в Москве, Ленинграде, Львове, Тбилиси и других городах. 30 октября 1989 года около 3 тысяч человек со свечами в руках образовали «живую цепь» вокруг здания КГБ СССР. После того как они отправились оттуда на Пушкинскую площадь с целью проведения митинга, они были разогнаны ОМОНом.
18 октября 1991 года было принято Постановление Верховного Совета РСФСР № 1763/1-1 от «Об установлении Дня памяти жертв политических репрессий», после которого 30 октября стало официально признанным днём памяти.

## Возвращение имён
В Москве с 2007 года, от 70-летия начала Большого террора, по инициативе общества «Мемориал» проводится акция «Возвращение имён»: участники митинга по очереди зачитывают имена людей, расстрелянных в 1937—1938 годах. Первые фамилии расстрельного списка прочитал Уполномоченный по правам человека в России Владимир Лукин:
Абазов Николай Сергеевич, 63 года, председатель Среднеазиатской геополитической комиссии, расстрелян 21 сентября 1937 года;
Абдулин Бари Абдулович, 38 лет, секретарь Ленинского района райкома ВКП(б) Курской области, расстрелян 3 августа 1937 года;
Абдюханов Усман Измайлович, 23 года, красноармеец, расстрелян 9 декабря 1937 года…"
В течение дня на трибуну со списками имён выходили известные деятели культуры, в ней также приняли участие простые граждане. В этой первой акции, продолжавшейся десять часов подряд, участвовали 213 человек, которые прочитали 3226 имён. Всего же только в Москве в 1937—1938 годах было расстреляно более 30 тыс. человек.
По данным правозащитного центра «Мемориал», в России в настоящее время живы около 800 тысяч пострадавших от политических репрессий (в их число, согласно Закону о реабилитации жертв политических репрессий, входят также дети, оставшиеся без попечения родителей).

## Обращение Президента России, 2009
30 октября 2009 года в своём обращении в связи с Днём памяти жертв политических репрессий Президент России Дмитрий Анатольевич Медведев призвал не оправдывать сталинские репрессии, жертвами которых пали миллионы человек. Глава Российского государства подчеркнул, что память о национальных трагедиях так же священна, как память о победе.

Президент обратил внимание на тот факт, что на протяжении двадцати предвоенных лет уничтожались целые слои и сословия советского народа:
Было практически ликвидировано казачество. «Раскулачено» и обескровлено крестьянство. Политическим преследованиям подверглись и интеллигенция, и рабочие, и военные. Подверглись преследованиям представители абсолютно всех религиозных конфессий. «Волгой народного горя» называл Александр Солженицын бесконечный «поток» репрессированных в то время. 30 октября — это День памяти о миллионах искалеченных судеб.
Д. А. Медведев отметил, что до сих пор можно слышать, что эти многочисленные жертвы были оправданы некими высшими государственными целями.

Дмитрий Медведев у монумента «Маска скорби», Магадан

Я убеждён, что никакое развитие страны, никакие её успехи, амбиции не могут достигаться ценой человеческого горя и потерь. Ничто не может ставиться выше ценности человеческой жизни. И репрессиям нет оправдания. 
 

Чрезвычайно важно, чтобы молодые люди (…) были способны эмоционально сопереживать одной из величайших трагедий в истории России, миллионам людей, погибшим в результате террора и ложных обвинений во время чисток 30-х годов. 
 

Мы много внимания уделяем борьбе с фальсификацией нашей истории. И почему-то зачастую считаем, что речь идёт только о недопустимости пересмотра результатов Великой Отечественной войны. Но не менее важно не допустить под видом восстановления исторической справедливости оправдания тех, кто уничтожал свой народ.
Д. А. Медведев подчеркнул, что в России нужны музейно-мемориальные центры, «которые будут передавать память о пережитом — из поколения в поколение». Должна быть продолжена и работа по поиску мест массовых захоронений, восстановлению имён погибших, а в случае необходимости — их реабилитации.
Как отмечает РБК в комментарии к обращению Президента, «стоит отметить, что в конце 1980-х -начале 1990-х годов, когда с темы сталинских репрессий был снят гриф секретности, стала известна правда о миллионах убитых и замученных в период правления в СССР Иосифа Сталина».

## Места проведения траурных мероприятий
- В Москве траурный митинг ежегодно проходит у Соловецкого камня — гранитного валуна, который привезли с Соловецких островов, из тех мест, где некогда был Соловецкий лагерь особого назначения, и установили 30 октября 1990 года на Лубянской площади перед зданием ВЧК — ОГПУ — НКВД — КГБ — ФСБ[11] (в 2002 году митинг был запрещён мэрией столицы). Соловецкий камень стал местом многочисленных акций протеста по разным поводам[12][13].

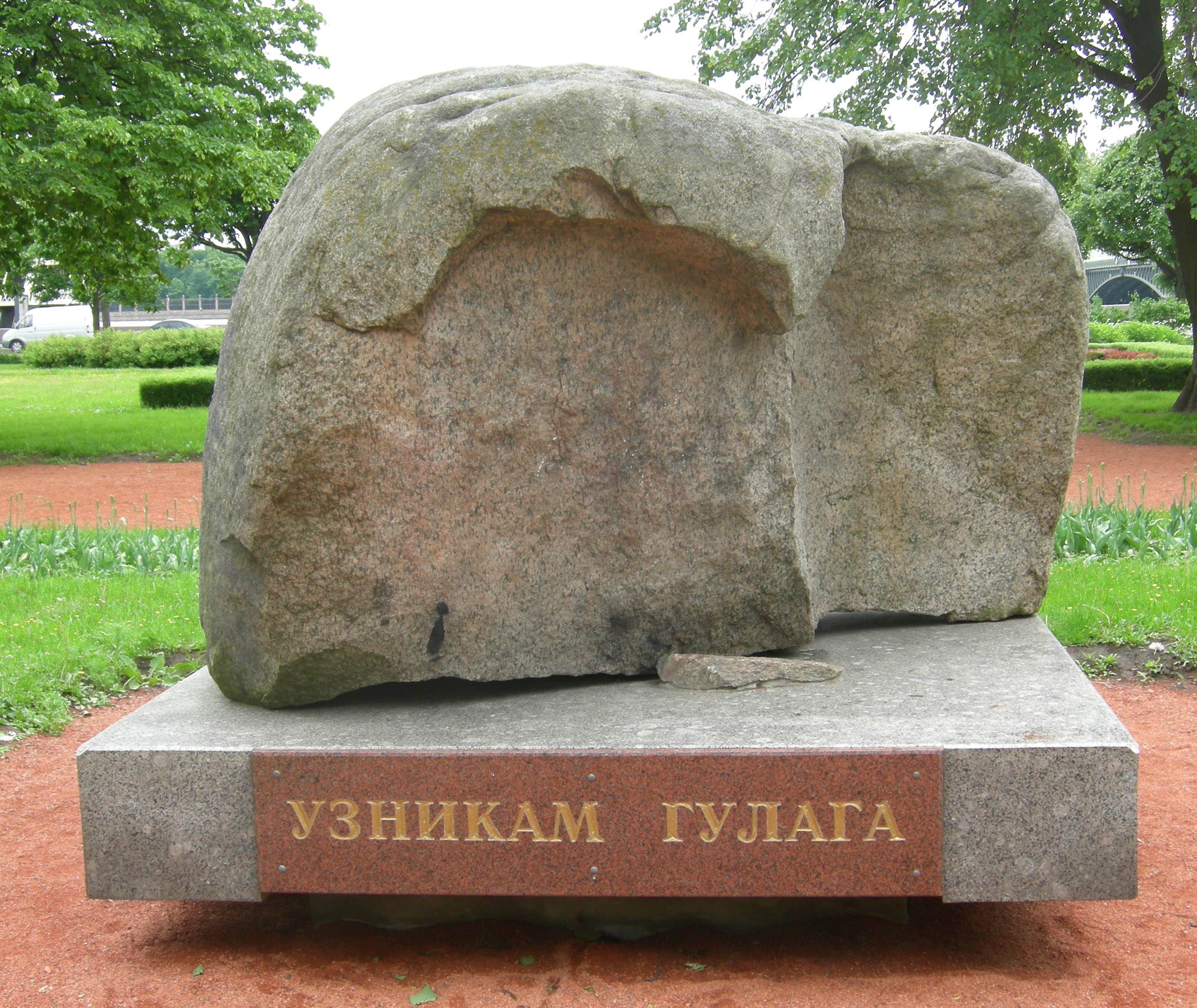
Соловецкий камень в Санкт-Петербурге

- В Тамбове акция «Возвращение имён» с 2016 года проходит у памятника Тамбовскому мужику в сквере Сочи. В этом месте в 1920—1921 годах находился концлагерь, в котором содержались участники Антоновского восстания и члены их семей.
- Санкт-Петербург: Левашовское мемориальное кладбище — место массовых захоронений погибших в годы репрессий; Койранкангас — место массовых расстрелов и захоронений погибших в годы репрессий на закрытой территории действующего артиллерийского Ржевского полигона; Соловецкий камень на Троицкой площади.
- Екатеринбург: Мемориал памяти жертв политических репрессий на 12-м километре Московского тракта (открыт в 1996 году)[14].
- Самара: Знак памяти в парке имени Гагарина (при производстве земляных работ в этом парке обнаружено одно из мест массовых захоронений расстрелянных репрессированных)[15].
- Томск: Сквер памяти жертв сталинских репрессий, расположенный рядом с бывшим зданием НКВД, в котором ныне размещается мемориальный музей «Следственная тюрьма НКВД». В сквере установлен Камень скорби. Всего за годы сталинских репрессий от них пострадали около 20 тысяч томичей.
- Тюмень: двор бывшего здания НКВД на улице Семакова, 18 (место массовых расстрелов). В 2001 году здесь был открыт мемориал, надпись на котором гласит: «Здесь в 1937—1938 годах проводились массовые расстрелы безвинных… Никогда больше»[16].
- Пенза: памятник «Покаяние» на улице Московской, 86, который посвящён пензенцам — жертвам политических репрессий. Памятник установлен на месте православного храма, уничтоженного в советское время.
- Владивосток: Памятный камень на Второй Речке, на месте пересыльного лагеря, через который прошли тысячи узников ГУЛАГа, в том числе и поэт Осип Мандельштам[17].
- Улан-Удэ: Мемориал жертвам политических репрессий на улице Коммунистической недалеко от здания, где в 1930-е годы размещалось НКВД.
- Иркутск: Мемориал в с. Пивовариха (место захоронения более 20 000 тысяч убитых), проходят траурные митинги.

## Интересные факты
Решением Министерства просвещения День памяти жертв политических репрессий был удалён из Календаря образовательных событий на 2021/2022 год, и по состоянию на 2023 год, также в календаре образовательных событий не появляется.